# 新錫爾基 (沃洛德米爾區)
50°49′7″N 24°15′5″E / 50.81861°N 24.25139°E

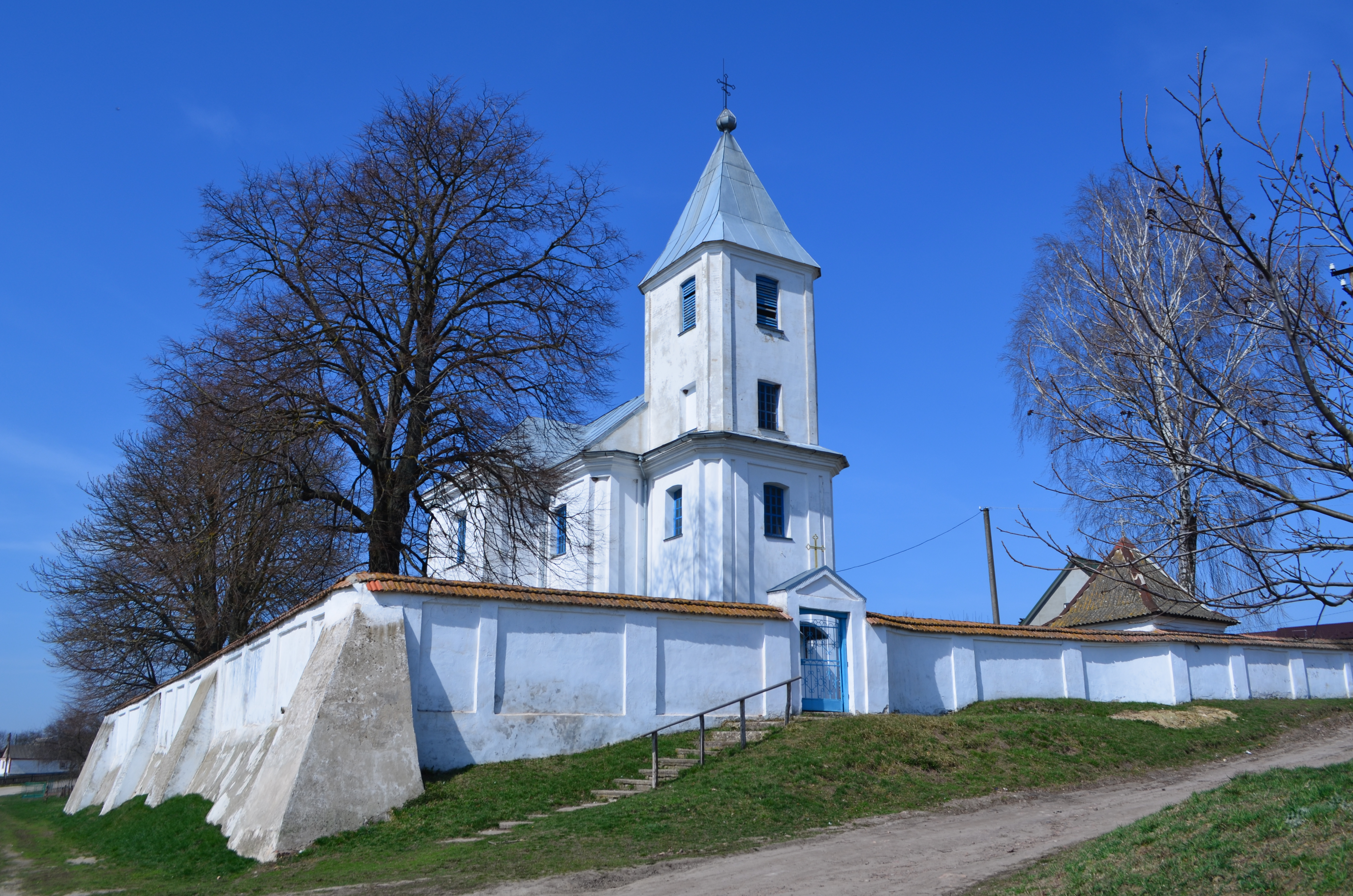
教堂

新锡爾基（烏克蘭語：Новосілки）是位於烏克蘭西北部的村莊，由沃倫州沃洛德米爾區的沃洛德米爾市鎮負責管轄。該村始建於1570年，面積1.56平方公里，海拔高度201米，2023年人口423，人口密度每平方公里360.95人。